# Ядвіга
Ядвіга (пол. Jadwiga) — польське жіноче ім'я.

## Походження
Основна стаття: Імена литвинів
Походить від старонімецького імені Гедвіг (нім. Hedwig), що в перекладі означає «той, що бореться». У Польщі ім'я було записано вперше у 1208 році, у формах Гедвіга (пол. Hedwiga) і Едвіга (пол. Edwiga). Іншими формами імені були Гадвіга (пол. Hadwiga), Адвіга пол. Adwiga та Єдвіга пол. Jedwiga і найпізніше, у 1379 році — Ядвіга (пол. Jadwiga). Вважається, що ця назва з'явилася в Польщі після шлюбу Генріха I Бородатого та Ядвіги Сілезької.

## Зменшувальні імена
Ядзя (пол. Jadzia), Віся (пол. Wisia), Іся (пол. Isia), Іга (пол. Iga), Яга (пол. Jaga), Ягуся (пол. Jagusia), Ягода (пол. Jagoda), Ягна (пол. Jagna, Ягенка (пол. Jagienka), Ядвіня (пол. Jadwinia).

## Іменини
- 2 лютого[1]
- 14 квітня[2]
- 8 червня
- 28 серпня
- 15 жовтня
- 16 жовтня

## Найвідоміші носійки
- Ядвіга Сілезька (1174—1243) — католицька свята, сілезька княгиня.
- Ядвіга Анжуйська (бл. 1374—1399) — Королева Польщі та Русі.
- Ядвіга Костянтинівна Поплавська (нар. 1949) — радянська та білоруська естрадна співачка польсько-білоруського походження, учасниця першого складу ансамблю ''Вераси'', народна артистка Білорусі. Вдова естрадного співака, народного артиста Білорусі Олександра Григоровича Тихановича, мати естрадної співачки Анастасії Тиханович.